# Кош, Неменья
Неманья Кош (серб. Немања Кос; род. 30 ноября 2002, Смедерево) — сербский футболист, нападающий клуба «Младост».

## Клубная карьера
Кош — воспитанник клуба «Младост». 30 мая 2020 года в матче против столичного «Партизана» он дебютировал в сербской Суперлиге. 17 октября 2020 года в поединке против «Мачвы» Неманья забил свой первый гол за «Младост».